# Peter Prevc
Peter Prevc, nekdanji slovenski smučarski skakalec, * 20. september 1992, Kranj. 
Z velikih tekmovanj ima Peter Prevc pet posamičnih kolajn in eno ekipno. Kot tretji Slovenec je osvojil mali kristalni globus v skupnem seštevku smučarskih poletov. Po Jožetu Šlibarju je 14. februarja 2015 kot drugi slovenski skakalec postavil nov svetovni rekord s poletom dolgim 250 m in postal prvi v zgodovini, ki je preletel 250 metrov. V sezoni 2015/16 je osvojil veliki kristalni globus ter mali kristalni globus v smučarskih poletih, zmagal na Novoletni skakalni turneji ter dosegel veliko ostalih rekordov (število zbranih točk, stopničk in zmag v eni sezoni). Po izboru Ameriške športne akademije je bil izbran za ameriškega športnika meseca marca 2016, prav tako pa je končal na tretjem mestu ameriškega športnika leta 2016.

## Kariera

### 2009: Debi v svetovnem pokalu
Leta 2009 je Prevc debitiral na tekmi v Lillehammerju, kjer je že takoj osvojil točke svetovnega pokala. Januarja 2010 je nastopil na mladinskem svetovnem prvenstvu v smučarskih skokih v Hinterzartnu, kjer je osvojil srebrno medaljo in dokazal, da gre resnično za velik skakalni up. Mnogi so ga že pred sezono označevali za svetlo prihodnost slovenskega skakanja in zagotovil si je tudi normo na Zimskih olimpijskih igrah 2010 v Vancouvru, kjer je na srednji skakalnici osvojil sedmo mesto, na veliki pa je bil 16 mesto, obe zlati medalji je osvojil švicar Simon Ammann. Nastopil je tudi na ekipni tekmi, kjer je skupaj s Primožem Piklom, Mitjo Mežnarjem in Robertom Kranjcem osvojil osmo mesto, zlato medaljo je osvojila ekipa Avstrije. Skupno je končal na 35. mestu, na novoletni turneji pa je bil 41., medtem ko na poletih ni nastopal.

### 2011: Medalja na svetovnem prvenstvu
Leta 2011 je debitiral še na SP v nordijskem smučanju 2011 v Oslu, kjer je osvojil bron na ekipnem tekmovanju s slovensko reprezentanco. V ekipi so nastopili še Robert Kranjec, Jurij Tepeš in Jernej Damjan. V Planici je debitiral v poletih, kjer je ekipno s tretjim mestom sploh prvič stal na odru za zmagovalce. Skupaj s tremi sotekmovalci so bili s strani društva slovenskih športnih novinarjev izbrani za Slovensko športno ekipo leta.

### 2012: Padec v Oberstdorfu
Leta 2012 je na ekipni tekmi svetovnega pokala v poletih v Oberstdorfu priboril slovenski ekipi prvo zmago na ekipnih tekmovanjih v zgodovini. Pri poletu dolgem 225,5 m kar bi bil izenačen rekord letalnice Harrija Ollia, a je pri tem padel in si poškodoval ramenske vezi. S tem je predčasno končal sezono. Kljub temu je Slovenija na tej tekmi zmagala in se veselila prve slovenske ekipne zmage. V ekipi so bili še Jure Šinkovec, Robert Kranjec in Jurij Tepeš. Avstrijo je premagala za 0,7 točke. Na svetovnem prvenstvu je z ekipo osvojil bronasto medaljo. V skupnem seštevku je končal na 15. mestu.

### 2013: Uspeh na svetovnem prvenstvu
V sezoni 2013 je skupaj s sotekmovalci zmagal na treh ekipnih tekmah za svetovni pokal. V Vikersundu je z 230 metri postavil tisti čas svoj osebni rekord. Na SP v nordijskem smučanju 2013 v Val di Fiemme, kjer je osvojil prvo medaljo na svetovnih prvenstvih, je na veliki skakalnici osvojil srebrno medaljo, na srednji pa bronasto. Na koncu sezone je z drugim mestom na poletih v Planici osvojil še prve stopničke posamično, enkrat je bil drugi enkrat pa tretji. Na koncu je končal na osmem mestu skupnega seštevka svetovnega pokala. V poletih je bil peti, na novoletni turneji je končal na nehvaležnem četrtem mestu. Bil je imenovan za slovenskega športnika leta 2013.

### 2014: Prvi mali globus
V sezoni 2014 mu je uspelo osvojiti mali kristalni globus v poletih z drugim mestom in svojo prvo zmago v svetovnem pokalu na edinih tekmah sezone v poletih na letalnici Kulm v Tauplitzu. To je bil že četrti za Slovenijo. Enega je osvojil Primož Peterka, dva pa Robert Kranjec. Po svoji drugi zmagi v svetovnem pokalu v karieri v Saporu je postal je prvič oblekel rumeno majico vodilnega v svetovnem pokalu. 9. februarja 2014 je na Zimskih olimpijskih igrah v ruskem Sočiju na posamični tekmi na srednji skakalnici osvojil srebrno medaljo, kar je prva slovenska posamična olimpijska medalja na srednji skakalnici, 15. februarja 2014 pa je na veliki skakalnici osvojil še bronasto medaljo in s tem postal drugi Slovenec, ki je osvojil posamično medaljo na olimpijskih igrah in prvi, ki je na olimpijskih igrah osvojil dve posamični medalji. Na svojem premiernem nastopu na SP v poletih v Harrachovu 2014 je po dveh serijah osvojil bronasto medaljo. Za konec sezone je zmagal še na tekmi svetovnega pokala na prenovljeni Bloudkovi velikanki z novim rekordom 142 metrov. V skupnem seštevku svetovnega pokala je končal na 2. mestu za Kamilom Stochom. Leta 2014 je bil že drugič zapored imenovan za Slovenskega športnika leta.

### 2015: Svetovni rekord
Na novoletni turneji je skupno končal na tretjem mestu. V tej sezoni je trikrat zmagal. 13. februarja 2015 je na kvalifikacijah pred tekmo svetovnega pokala na poletih v Vikersundu postavil nov slovenski rekord v smučarskih skokih s 245,5 metri, dan kasneje pa je v finalni seriji zmagal z novim svetovnim rekordom 250 metrov, ter tako kot drugi Slovenec s svetovnim rekordom po Jožetu Šlibarju.
 Rekord je veljal le en dan, kajti na nedeljski tekmi ga je z 251,5 metri izboljšal Anders Fannemel. Na svetovnem prvenstvu na Falunu v Švedski ni osvojil medalje, je pa bil blizu. Na koncu sezone se je izenačil v svetovnem pokalu po številu točk s Severinom Freundom, kar je bilo prvič v svetovnem pokalu ko sta imela dva skakalca enako točk v svetovnem pokalu. A je Freund zmagal devetkrat, Prevc trikrat in se moral zadovoljiti z drugim mestom v skupnem seštevku svetovnega pokala. Na koncu je osvojil svoj drugi mali kristalni globus v poletih. To sezono je zmagal je v Saporu, Vikersundu in Planici. Na prvi tekmi v Planici je prvi seriji z 248,5 metrov skočil rekord letalnice bratov Gorišek v drugi seriji pa postal eden izmed tistih skakalcev, ki so dobili petkrat dvajset od sodnikov. Leta 2015 je še tretjič zapored je postal Slovenski športnika leta.

### 2016: Novoletna turneja, svetovno prvenstvo in kristalni globus
S tretjim mestom v Oberstdorfu in prvimi mesti v Garmisch-Partenkirchnu, Innsbrucku in Bischofshofnu je zmagal na novoletni turneji štirih skakalnic 2015/16, kot drugi Slovenec po Primožu Peterki. Skupno je zbral rekordnih 1139,4 točk. Na svetovnem prvenstvu v poletih na Kulmu je Peter po treh serijah tekmo dobil in tako osvojil svojo prvo zlato medaljo na velikih tekmovanjih. Njegov najbližji zasledovalec Kenneth Gangnes je za njim zaostal 3,1 točke. Sezono je zaključil s skupno 2.303 točkami (nov rekord števila točk v eni sezoni), 15 zmagami in 22 stopničkami. S tem je postal drugi Slovenec, ki je prejel veliki kristalni globus (po Primožu Peterki). Osvojil je tudi mali kristalni globus v poletih in to že tretjič zapored. Z osvojitvijo tretjega malega kristalnega globusav poletih se je po število osvojenih malih kristalnih globusov v poletih izenačil z najboljšim letalcem sveta, Gregorom Schlirenzauerjem. Na drugi tekmi v Engelbergu je zmagal z novim rekordom 142 m. Na svetovnem prvenstvu v Kulmu leta 2016 je v tretji seriji popravil rekord letalnice z 243 m na 244 m. Na Almatyu je skočil je skočil 141 m, a je rekord takoj nato za 0,5 m izboljšal Severin Freund. V Vikersundu je na nedeljski tekmi v drugi seriji padel pri 249 m, a vseeno zmagal in postal tretji skakalec po Andreasu Goldbergerju in Martinu Schmittu, ki je zmagal s padcem. V tej sezoni je dosegel rekord največjega povprečja točk na tekmo 79,41 in prednost pred drugouvrščenim v skupnem seštevku svetovnega pokala, in sicer 813 točk. Po številu zaporednih stopničk je drugi za Janneom Ahonenom. V zakletem Finskem so se mu stopničke spet izmuznile na. V Planici je na vseh treh tekmah stal na stopničkah skupaj z rojakom Robertom Kranjcem, od tega je dvakrat zmagal. V Willigenu in Bischofshofenu je postal prvi Slovenec, ki je zmagal na teh skakalnicah. Bil je imenovan za skakalca sezone, njegov mlajši brat Domen za zvezdo v vzponu, trener Goran pa za trenerja sezone.
24. maja 2016 mu je slovenski predsednik Borut Pahor podelil zlati red za zasluge Republike Slovenije za »izjemne športne dosežke, prispevek k uveljavljanju Slovenije na svetovnem športnem prizorišču in navdih mladim.« 

### 2017: Prva večja kriza v njegovi karieri
25. novembra v Ruki na prvi tekmi sezone 2016/17, je tretjim mestom prišel do svoje jubilejne, petdesete uvrstitve na zmagovalni oder in to s padcem pri drugem skoku, potem ko je po prvem celo vodil. Po tem padcu je zapadel v manjšo krizo. Težava naj bi bila v njegovem počepu, ki mu zmanjša vzletno hitrost in posledično v samem odskoku.
Pred nadaljevanjem sezone, 13. decembra, je še četrtič zapored prejel priznanje za slovenskega športnika leta, za leto 2016 ga je na prireditvi v Cankarjevem domu prejel od nekdanje atletinje Brigite Bukovec.

### 2022: Novi uspehi v olimpijskem letu
V drugem tekmovalnem dnevu zimskih olimpijskih iger v Pekingu je Peter Prevc osvojil 4. mesto na srednji skakalnici in za bronasto kolajno zaostal za 0,5 točke. Naslednjega dne pa skupaj s Timijem Zajcem, Uršo Bogataj, Niko Križnar je z rekordno prednostjo osvojil zlato kolajno. Prevc je komplet olimpijskih kolajn osvojil na zaporednih igrah in ima v svoji vitrini bronasto, srebrno in ekipno zlato kolajno.

### 2024: Zaključek kariere
6. februarja 2024 je Peter Prevc napovedal, da bo to njegova zadnja sezona. Sklical je izredno novinarsko konferenco, kjer je med drugim omenil, da še ni odločen o svoji prihodnosti, ve pa, da se s športom profesionalno več ne bo ukvarjal. Dva tedna po napovedi upokojitve je Peter Prevc stopil dvakrat na drugo stopničko pod Kulmsko letalnico, kar se ni zgodilo vse od leta 2022, ko je pod Poncami stopil na zmagovalni oder.  15. marca 2024 je zmagal prvič po sedmih letih v kvalifikacijah.(Vikersund).
Zadnji vikend Petrove kariere je zaznamovala petkova zmaga Pod Poncami. Slavil je z slabimi 4 točkami naskoka pred drugo uvrščenim Danielom Huberjem in tako kronal svojo izjemno kariero.

## Svetovni pokal

### Naslovi
| Sezona  | Disciplina                      |
| ------- | ------------------------------- |
| 2013/14 | mali kristalni globus v poletih |
| 2014/15 | mali kristalni globus v poletih |
| 2015/16 | Zlati orel z novoletne turneje  |
| 2015/16 | veliki kristalni globus         |
| 2015/16 | mali kristalni globus v poletih |

### Stopničke po sezonah
| Sezona  | Zmage | Drugi | Tretji | Skupaj |
| ------- | ----- | ----- | ------ | ------ |
| 2012/13 | —     | 1     | 1      | 2      |
| 2013/14 | 3     | 5     | 3      | 11     |
| 2014/15 | 3     | 6     | 5      | 14     |
| 2015/16 | 15    | 5     | 2      | 22     |
| 2016/17 | 1     |       | 1      | 2      |
| Skupaj  | 22    | 17    | 12     | 51     |

### Točkovanje
| Sezona  | Skupno | 4H  | PO  | RA  | W5  | NT  |
| ------- | ------ | --- | --- | --- | --- | --- |
| 2009/10 | 35     | 41  | —   | N/A | N/A | 10  |
| 2010/11 | 24     | 13. | 36. | N/A | N/A | N/A |
| 2011/12 | 15     | 20. | 18. | N/A | N/A | N/A |
| 2012/13 | 7      | 8.  | 5.  | N/A | N/A | N/A |
| 2013/14 | 2      | 4.  | 1   | N/A | N/A | N/A |
| 2014/15 | 2      | 3   | 1   | N/A | N/A | N/A |
| 2015/16 | 1      | 1   | 1   | N/A | N/A | N/A |
| 2016/17 | 9.     | 14. | 5.  | 5.  | N/A | N/A |
| 2017/18 |        |     |     |     |     | N/A |

### Zmage
| Št. | Sezona  | Datum             | Kraj                     | Skakalnica                               | Velikost |
| --- | ------- | ----------------- | ------------------------ | ---------------------------------------- | -------- |
| 1   | 2013/14 | 12. januar 2014   | Tauplitz/Bad Mitterndorf | Kulm HS200                               | LE       |
| 2   | 2013/14 | 25. januar 2014   | Saporo                   | Ōkurayama HS134 (nočna)                  | VE       |
| 3   | 2013/14 | 23. marec 2014    | Planica                  | Bloudkova velikanka HS139                | VE       |
| 4   | 2014/15 | 24. januar 2015   | Saporo                   | Ōkurayama HS34 (nočna)                   | VE       |
| 5   | 2014/15 | 14. februar 2015  | Vikersund                | Vikersundbakken HS225 (nočna)            | LE       |
| 6   | 2014/15 | 20. marec 2015    | Planica                  | Letalnica bratov Gorišek HS225           | LE       |
| 7   | 2015/16 | 13. december 2015 | Nižni Tagil              | Tramplin Stork HS134 (nočna)             | VE       |
| 8   | 2015/16 | 19. december 2015 | Engelberg                | Gross-Titlis-Schanze HS137               | VE       |
| 9   | 2015/16 | 20. december 2015 | Engelberg                | Gross-Titlis-Schanze HS137               | VE       |
| 10  | 2015/16 | 1. januar 2016    | Garmisch-Partenkirchen   | Große Olympiaschanze HS140               | VE       |
| 11  | 2015/16 | 3. januar 2016    | Innsbruck                | Bergiselschanze HS130                    | VE       |
| 12  | 2015/16 | 6. januar 2016    | Bischofshofen            | Paul-Ausserleitner-Schanze HS140 (nočna) | VE       |
| 13  | 2015/16 | 10. januar 2016   | Willingen                | Mühlenkopfschanze HS145                  | VE       |
| 14  | 2015/16 | 30. januar 2016   | Saporo                   | Ōkurayama HS134 (nočna)                  | VE       |
| 15  | 2015/16 | 10. februar 2016  | Trondheim                | Granåsen HS140 (nočna)                   | VE       |
| 16  | 2015/16 | 13. februar 2016  | Vikersund                | Vikersundbakken HS225 (nočna)            | LE       |
| 17  | 2015/16 | 14. februar 2016  | Vikersund                | Vikersundbakken HS225                    | LE       |
| 18  | 2015/16 | 27. februar 2016  | Almati                   | Sunkar HS140 (nočna)                     | VE       |
| 19  | 2015/16 | 28. februar 2016  | Almati                   | Sunkar HS140 (nočna)                     | VE       |
| 20  | 2015/16 | 17. marec 2016    | Planica                  | Letalnica bratov Gorišek HS225           | LE       |
| 21  | 2015/16 | 20. marec 2016    | Planica                  | Letalnica bratov Gorišek HS225           | LE       |
| 22  | 2016/17 | 11. februar 2017  | Saporo                   | Ōkurayama HS137 (nočna)                  | VE       |
| 23  | 2019/20 | 9. marec 2020     | Lillehammer              | Lysgårdsbakken HS140                     | LH       |
| 24  | 2023/24 | 22. marec 2024    | Planica                  | Letalnica bratov Gorišek HS240           | LE       |

### Posamične tekme (204)
| Sezona  | 1           | 2           | 3           | 4               | 5                | 6                | 7           | 8                      | 9                      | 10                     | 11                     | 12              | 13              | 14        | 15        | 16         | 17         | 18          | 19        | 20          | 21               | 22               | 23        | 24        | 25        | 26               | 27        | 28      | 29      | 30      | 31      | Točke |
|         |             |             |             |                 |                  |                  |             |                        |                        |                        |                        |                 |                 |           |           |            |            |             |           |             |                  |                  |           |           |           |                  |           |         |         |         |         |       |
| 2009/10 | Kuusamo     | Lillehammer | Lillehammer | Engelberg       | Engelberg        | Engelberg        | Oberstdorf  | Garmisch-Partenkirchen | Innsbruck              | Bischofshofen          | Bad Mitterndorf        | Bad Mitterndorf | Saporo          | Saporo    | Zakopane  | Zakopane   | Oberstdorf | Klingenthal | Willingen | Lahti       | Kuopio           | Lillehammer      | Oslo      |           |           |                  |           |         |         |         |         | 106   |
| 2009/10 | –           | 22          | 31          | q               | 26               | 27               | 32          | 28                     | 36                     | q                      | –                      | –               | –               | –         | 14        | 26         | –          | –           | –         | 17          | 14               | 19               | 14        |           |           |                  |           |         |         |         |         | 106   |
|         |             |             |             |                 |                  |                  |             |                        |                        |                        |                        |                 |                 |           |           |            |            |             |           |             |                  |                  |           |           |           |                  |           |         |         |         |         |       |
| 2010/11 | Kuusamo     | Kuopio      | Lillehammer | Lillehammer     | Engelberg        | Engelberg        | Engelberg   | Oberstdorf             | Garmisch-Partenkirchen | Innsbruck              | Bischofshofen          | Harrachov       | Harrachov       | Saporo    | Saporo    | Zakopane   | Zakopane   | Zakopane    | Willingen | Klingenthal | Oberstdorf       | Vikersund        | Vikersund | Lahti     | Planica   | Planica          |           |         |         |         |         | 218   |
| 2010/11 | 12          | 25          | 32          | 31              | 32               | 39               | 17          | 12                     | 27                     | 11                     | 18                     | –               | –               | –         | –         | 23         | 11         | 12          | 18        | 24          | q                | –                | –         | 16        | 21        | 17               |           |         |         |         |         | 218   |
|         |             |             |             |                 |                  |                  |             |                        |                        |                        |                        |                 |                 |           |           |            |            |             |           |             |                  |                  |           |           |           |                  |           |         |         |         |         |       |
| 2011/12 | Kuusamo     | Lillehammer | Lillehammer | Harrachov       | Harrachov        | Engelberg        | Engelberg   | Oberstdorf             | Garmisch-Partenkirchen | Innsbruck              | Bischofshofen          | Bad Mitterndorf | Bad Mitterndorf | Zakopane  | Zakopane  | Saporo     | Saporo     | Predazzo    | Predazzo  | Willingen   | Oberstdorf       | Lahti            | Trondheim | Oslo      | Planica   | Planica          |           |         |         |         |         | 400   |
| 2011/12 | 16          | 24          | 23          | 14              | 21               | 42               | 20          | 31                     | 19                     | 11                     | 20                     | 21              | 13              | 4         | 6         | 35         | 7          | 13          | 10        | 4           | 8                | –                | –         | –         | –         | –                |           |         |         |         |         | 400   |
|         |             |             |             |                 |                  |                  |             |                        |                        |                        |                        |                 |                 |           |           |            |            |             |           |             |                  |                  |           |           |           |                  |           |         |         |         |         |       |
| 2012/13 | Lillehammer | Lillehammer | Kuusamo     | Krasnaja Polana | Krasnaja Polana  | Engelberg        | Engelberg   | Oberstdorf             | Garmisch-Partenkirchen | Innsbruck              | Bischofshofen          | Wisła           | Zakopane        | Saporo    | Saporo    | Vikersund  | Vikersund  | Harrachov   | Harrachov | Klingenthal | Oberstdorf       | Lahti            | Kuopio    | Trondheim | Oslo      | Planica          | Planica   |         |         |         |         | 744   |
| 2012/13 | 10          | 9           | 15          | 13              | q                | 14               | 6           | 18                     | 10                     | 5                      | 15                     | 26              | 11              | 15        | 9         | 26         | 5          | 5           | 20        | 7           | 4                | 18               | 13        | 6         | 15        | 2                | 3         |         |         |         |         | 744   |
|         |             |             |             |                 |                  |                  |             |                        |                        |                        |                        |                 |                 |           |           |            |            |             |           |             |                  |                  |           |           |           |                  |           |         |         |         |         |       |
| 2013/14 | Klingenthal | Kuusamo     | Lillehammer | Lillehammer     | Titisee-Neustadt | Titisee-Neustadt | Engelberg   | Engelberg              | Oberstdorf             | Garmisch-Partenkirchen | Innsbruck              | Bischofshofen   | Tauplitz        | Tauplitz  | Wisła     | Zakopane   | Saporo     | Saporo      | Willingen | Willingen   | Falun            | Lahti            | Lahti     | Kuopio    | Trondheim | Oslo             | Planica   | Planica |         |         |         | 1312  |
| 2013/14 | 21          | 12          | 23          | 14              | 27               | 11               | 15          | 8                      | 3                      | 18                     | 6                      | 2               | 2               | 1         | 5         | 2          | 1          | 2           | 7         | 3           | 2                | 4                | 6         | 4         | 45        | 11               | 3         | 1       |         |         |         | 1312  |
|         |             |             |             |                 |                  |                  |             |                        |                        |                        |                        |                 |                 |           |           |            |            |             |           |             |                  |                  |           |           |           |                  |           |         |         |         |         |       |
| 2014/15 | Klingenthal | Kuusamo     | Kuusamo     | Lillehammer     | Lillehammer      | Nižni Tagil      | Nižni Tagil | Engelberg              | Engelberg              | Oberstdorf             | Garmisch-Partenkirchen | Innsbruck       | Bischofshofen   | Tauplitz  | Wisła     | Zakopane   | Saporo     | Saporo      | Willingen | Willingen   | Titisee-Neustadt | Titisee-Neustadt | Vikersund | Vikersund | Lahti     | Kuopio           | Trondheim | Oslo    | Oslo    | Planica | Planica | 1729  |
| 2014/15 | 5           | 9           | 4           | 5               | 2                | 5                | 9           | 5                      | 12                     | 3                      | 3                      | 11              | 4               | 4         | 2         | 4          | 1          | 3           | 2         | 4           | 3                | 7                | 1         | 16        | 4         | 17               | 2         | 2       | 3       | 1       | 2       | 1729  |
|         |             |             |             |                 |                  |                  |             |                        |                        |                        |                        |                 |                 |           |           |            |            |             |           |             |                  |                  |           |           |           |                  |           |         |         |         |         |       |
| 2015/16 | Klingenthal | Lillehammer | Lillehammer | Nižni Tagil     | Nižni Tagil      | Engelberg        | Engelberg   | Oberstdorf             | Garmisch-Partenkirchen | Innsbruck              | Bischofshofen          | Willingen       | Zakopane        | Saporo    | Saporo    | Trondheim  | Vikersund  | Vikersund   | Vikersund | Lahti       | Lahti            | Kuopio           | Almaty    | Almaty    | Wisła     | Titisee-Neustadt | Planica   | Planica | Planica |         |         | 2303  |
| 2015/16 | 2           | 11          | 2           | 2               | 1                | 1                | 1           | 3                      | 1                      | 1                      | 1                      | 1               | 3               | 1         | 6         | 1          | 4          | 1           | 1         | 5           | 9                | 4                | 1         | 1         | 5         | 2                | 1         | 2       | 1       |         |         | 2303  |
|         |             |             |             |                 |                  |                  |             |                        |                        |                        |                        |                 |                 |           |           |            |            |             |           |             |                  |                  |           |           |           |                  |           |         |         |         |         |       |
| 2016/17 | Kuusamo     | Kuusamo     | Klingenthal | Lillehammer     | Lillehammer      | Engelberg        | Engelberg   | Oberstdorf             | Garmisch-Partenkirchen | Innsbruck              | Bischofshofen          | Wisła           | Wisła           | Zakopane  | Willingen | Oberstdorf | Oberstdorf | Saporo      | Saporo    | Pjongčang   | Pjongčang        | Oslo             | Trondheim | Vikersund | Planica   | Planica          |           |         |         |         |         | 716   |
| 2016/17 | 3           | 7           | 22          | 30              | 9                | 26               | 33          | 10                     | 11                     | 19                     | 23                     | –               | –               | 13        | 9         | 6          | 4          | 1           | 6         | 13          | 4                | 16               | 7         | 6         | 10        | 6                |           |         |         |         |         | 716   |
|         |             |             |             |                 |                  |                  |             |                        |                        |                        |                        |                 |                 |           |           |            |            |             |           |             |                  |                  |           |           |           |                  |           |         |         |         |         |       |
| 2017/18 | Wisła       | Kuusamo     | Nižni Tagil | Nižni Tagil     | Titisee-Neustadt | Engelberg        | Engelberg   | Oberstdorf             | Garmisch-Partenkirchen | Innsbruck              | Bischofshofen          | Tauplitz        | Zakopane        | Willingen | Willingen | Lahti      | Oslo       | Lillehammer | Trondheim | Vikersund   | Planica          | Planica          |           |           |           |                  |           |         |         |         | 416     |       |
| 2017/18 | 20          | 23          | 13          | 40              | 15               | 16               | 14          | 41                     | 8                      | 23                     | 8                      | 6               | 3               | 20        | 20        | -          | 46         | 7           | 8         | 14          | 15               | 8                |           |           |           |                  |           |         |         |         | 416     |       |

## Osebno

### Zgodnje življenje
Rojen je v Kranju, nekaj let je živel v Dražgošah, sedaj živi v Dolenji vasi v občini Železniki na Gorenjskem. Prihaja iz velike družine in je najstarejši izmed petih otrok. Tudi njegova mlajša brata Cene in Domen sta smučarska skakalca, najmlajši izmed otrok pa sta sestri Nika (tudi ona je uspešna skakalka) in Ema. V letih 1997−1999 je obiskoval Antonov vrtec v Železnikih. Najprej je osnovnošolsko znanje nabiral v podružnični šoli Selca, nato pa v OŠ Železniki. Srednje šolanje je nadaljeval na Ekonomski gimnaziji Franceta Prešerna v Kranju.
Njegova skakalna pot se je začela pri devetih letih na domači Bregarci K25 skakalnici, ki stoji le nekaj metrov od njegove hiše. Tam je s svojimi vrstniki skakal v navadni smučarski opremi. Nato ga je oče leta 2002 vpisal v klub SK Triglav Kranj.

### Zasebno
Poročil se je z Mino Lavtižar. Z njim sodeluje kot poslovna skrbnica njegove blagovne znamke. Imata dva sinova. Prvi Ludvik je bil rojen 29. maja 2018, mlajši Oskar pa 15. novembra 2021.

## Nagrade
| Leto | Kategorija                               | Izglasovali                                | Rezultat  |
| ---- | ---------------------------------------- | ------------------------------------------ | --------- |
| 2011 | Slovenska športna ekipa leta             | Društvo športnih novinarjev Slovenije      | Osvojil/a |
| 2013 | Slovenski športnik leta                  | Društvo športnih novinarjev Slovenije      | Osvojil/a |
| 2014 | Slovenski športnik leta                  | Društvo športnih novinarjev Slovenije      | Osvojil/a |
| 2015 | Slovenski športnik leta                  | Društvo športnih novinarjev Slovenije      | Osvojil/a |
| 2016 | Ameriški športnik meseca marca           | Ameriška športna akademija                 | Osvojil/a |
| 2016 | Zlati Red za zasluge Republike Slovenije | Predsednik republike Slovenije Borut Pahor | Osvojil/a |
| 2016 | Slovenski športnik leta                  | Društvo športnih novinarjev Slovenije      | Osvojil/a |
| 2016 | Evropski športnik leta                   | Zveza evropskih tiskovnih agencij          | 16. mesto |
| 2016 | Ameriški športnik leta                   | Ameriška športna akademija                 | 3. mesto  |